# Eine Geschichte von Liebe und Finsternis (Film)
Eine Geschichte von Liebe und Finsternis (hebräisch סיפור על אהבה וחושך Sipur al ahava ve choshech) ist ein israelischer Film von Natalie Portman aus dem Jahr 2015. Der Film basiert auf dem gleichnamigen autobiographischen Roman von Amos Oz. Er wurde am 16. Mai 2015 bei den Internationalen Filmfestspielen von Cannes erstmals gezeigt. Der deutsche Kinostart war am 3. November 2016.
Der Film ist das Spielfilmregiedebüt von Natalie Portman, die auch das Drehbuch schrieb und die Hauptrolle spielt.

## Handlung
Der Film erzählt die Jugendgeschichte von Amos Oz zur Zeit des zu Ende gehenden britischen Mandats in Palästina und der ersten Jahre des Staates Israel. Im Zentrum des Films steht die Beziehung von Amos zu seiner Mutter.

## Produktion

### Stab und Besetzung
Es handelt sich um das Spielfilmregiedebüt von Natalie Portman, die auch die Drehbuchadaption der Romanvorlage schrieb und im Film eine Hauptrolle übernahm.
Neben Portman, die im Film die Rolle der Mutter Fania Klausner geb. Mussman übernahm, spielt Amir Tessler ihren Sohn Amos, der als Jugendlicher von Yonatan Shiray verkörpert wird. Gilad Kahana ist in der Rolle des Vaters Arieh Klausner zu sehen. Makram Khoury übernahm die Rolle von Halawani und Shira Haas die der jungen Fania Mussman.

### Dreharbeiten und Finanzierung
Die Dreharbeiten fanden an den Originalhandlungsorten des Films statt, so in Tel Aviv und Jerusalem, unter anderem in der Nähe des Mahane Yehuda Market und in Höfen und Plätzen in der Agrippas Street in der Altstadt der israelischen Hauptstadt. Sie ist die Geburtsstadt von Amos Oz, dem Autor der autobiografischen Romanvorlage; er wuchs auch dort auf. Wie Oz wurde Portman in Jerusalem geboren, allerdings zog sie mit ihren Eltern in die USA, als sie drei Jahre alt war. Eine Szene wurde am Jordan gedreht, weitere Aufnahmen entstanden in den Kibbutzen Beit Nir bei Lachisch und Chulda in der Schefela.
Portman erhielt von der Jerusalemer Stadtentwicklungsbehörde rund 450.000 US-Dollar, damit der Film in der Hauptstadt Israels gedreht wurde.

### Filmmusik
Die Filmmusik wurde von Nicholas Britell komponiert. Für das Stück Women’s Dance, das eine Interpretation eines Stückes aus der Oper Aleko von Sergei Rachmaninoff ist, arbeitete Britell mit Tim Fain und für die Lieder Main Theme in F# beziehungsweise Poème In F# und Emunah V’omanut mit Re’ut Ben-Ze’ev zusammen. Bei La Mer handelt es sich um eines der bekanntesten Chansons von Charles Trenet, das zuvor bereits vielfach als Filmmusik eingesetzt wurde. Das Schlaf- und Volkslied Cossack Lullaby singt Portman selbst. Der Soundtrack zum Film wurde am 29. Januar 2016 von Milan Records veröffentlicht und umfasst 16 Lieder.
Titelliste des Soundtracks
1. Opening Music
2. Women’s Dance (aus Aleko von Sergei Rachmaninoff)
3. La Mer (Charles Trenet)
4. Swing Sequence
5. The Monk’s Tale
6. Main Theme In F# / Poeme In F#
7. The Soldier’s Tale
8. War Footage
9. Post-War Jerusalem
10. Arieh Goes Out
11. Amos Sees Arieh
12. Pioneer On The Mountain
13. Cossack Lullaby
14. Emunah V’Omanut
15. Death Of Death: Gavotte
16. Toccata

### Veröffentlichung
Der Film feierte am 16. Mai 2015 bei den Internationalen Filmfestspielen von Cannes seine Premiere. Ab dem 10. September 2015 wurde er beim Toronto International Film Festival 2015 vorgestellt. Der deutsche Kinostart war am 3. November 2016.

## Rezeption

### Altersfreigabe

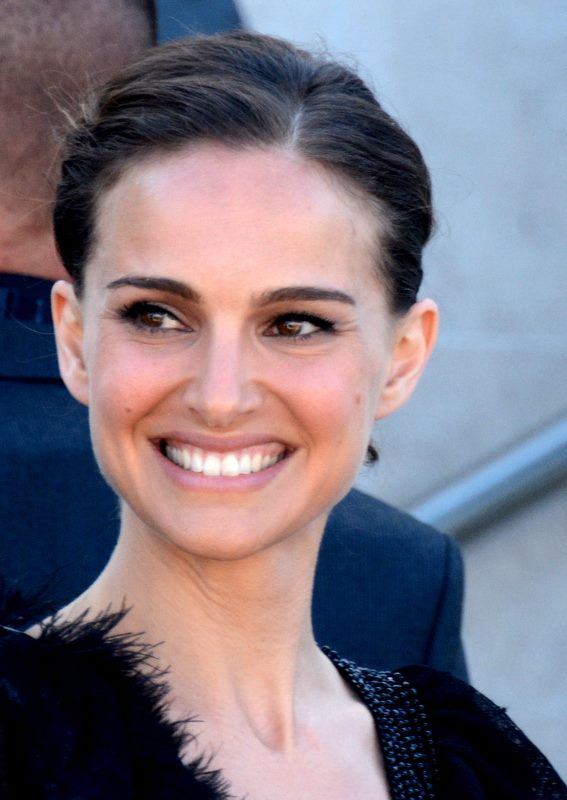
Natalie Portman bei der Premiere des Films in Cannes

In Deutschland ist der Film FSK 12. In der Freigabebegründung heißt es: „Der Film schildert einfühlsam und in melancholischer Atmosphäre die familiären Konflikte und die Sorge des Sohnes um die traumatisierte Mutter. Symbolische Erinnerungsszenen von Gewalt und Leid sowie Archivaufnahmen vom israelischen Unabhängigkeitskrieg können dabei aufgrund ihrer emotionalen Intensität Kinder unter 12 Jahren irritieren und verstören.“

### Kritiken
Der Film konnte bislang 67 Prozent der Kritiker bei Rotten Tomatoes überzeugen.
Carmen Eller von Zeit Online meint, Portman erliege mit ihrem Regiedebüt der Versuchung, Literatur nachzuerzählen, statt sie mit den Mitteln des Films neu zu denken, und wolle hierbei zu viel, wage aber zu wenig: „Vielleicht aus Ehrfurcht vor der literarischen Leistung des Autors, vielleicht aus Rücksicht auf das private Unglück hängt sich Portman zu sehr an ihre Vorlage. Statt eine eigene Bildsprache zu entwickeln, reiht die Regisseurin in der ersten Hälfte des Films lediglich Szenen mit Familie und Freunden aneinander. Später montiert sie dokumentarisches Material in den Film, ohne jedoch die Zeitgeschichte atmosphärisch verdichten zu können.“